# Denis Nizjegorodov
Denis Gennadjevitsj (Denis) Nizjegorodov (Russisch: Денис Геннадьевич Нижегородов) (Saransk, 26 juli 1980) is een Russische snelwandelaar. Hij nam tweemaal deel aan de Olympische Spelen en won hierbij twee medailles.
Op 13 juni 2004 wandelde Nizjegorodov met een tijd van 3:35.29 de snelste tijd ooit op het onderdeel 50 km snelwandelen. Vanwege het ontbreken van een epo-test werd deze tijd echter niet als wereldrecord erkend. Het latere wereldrecord van Nathan Deakes in 2006 is nog altijd langzamer dan deze tijd. Bij de wereldbeker snelwandelen op 11 mei 2008 in Tsjeboksary vestigde hij wel een nieuw wereldrecord op het 50 km snelwandelen (die nog wel geratificeerd moet worden), een verbetering van het record van Nathan Deakes met anderhalve minuut.
Bij de WK van 2003 in Parijs haalde Nizjegorodov een vijfde plaats bij het 50 km snelwandelen, bij de WK van 2007 in Osaka verbeterde hij zich één plaats. Meer succes had hij bij de Olympische Zomerspelen van 2004 in Athene, waar hij beslag legde op de zilveren medaille achter de ongenaakbare Pool Robert Korzeniowski. Vier jaar later bij de Olympische Spelen van Peking was een bronzen medaille zijn deel, achter de Italiaan Alex Schwazer en de Australiër Jared Tallent.

## Persoonlijke records
| Onderdeel          | Prestatie | Datum            | Plaats      |
| ------------------ | --------- | ---------------- | ----------- |
| 20 km snelwandelen | 1:18.20   | 4 maart 2001     | Adler       |
| 30 km snelwandelen | 2:01.13   | 27 augustus 2003 | Parijs      |
| 35 km snelwandelen | 2:24.50   | 19 februari 2006 | Adler       |
| 50 km snelwandelen | 3:34.14   | 11 mei 2008      | Tsjeboksary |

## Titels
- Russisch kampioen 50 km snelwandelen - 2003, 2004, 2007

## Palmares

### 50 km snelwandelen
- 2003: 5e WK - 3:38.23
- 2004:  OS - 3:42.50
- 2006:  Wereldbeker - 3:38.02
- 2007: 4e WK - 3:46.57
- 2008:  Wereldbeker - 3:34.14
- 2008:  OS - 3:40.14
- 2011:  WK - 3.42.45